# Eunidia divisa
Eunidia divisa là một loài bọ cánh cứng trong họ Cerambycidae.